# Rania Nashar
Rania Mahmoud Nashar (arabisch رانيا محمود نشار, DMG Rāniyā Maḥmūd Naššār; * im 20. Jahrhundert in Saudi-Arabien) ist eine arabische Informatikerin. Sie wurde 2017 die erste weibliche CEO der saudischen Geschäftsbank Samba Financial Group.

## Leben und Werk
Nashar studierte 1992 nach dem Abitur Informatik und schloss 1997 ihr Studium mit einem Bachelor in Computer Science and Technology an der König-Saud-Universität in Riad ab. Sie nahm an einem Programm zur Entwicklung von Führungskräften teil und absolvierte 2012 mehrere Finanz- und Risikomanagementprogramme an der Darden Graduate School of Business Administration der University of Virginia in Charlottesville. 
Sie arbeitete nach ihrem Abschluss vier Jahre als Koordinatorin für Technologie und Qualitätssicherung bei Privatbanken, bevor sie für weitere vier Jahre zum E-Consumerism wechselte. 2006 wurde sie zur Compliance-Beauftragten für die Bekämpfung der Geldwäsche befördert, bevor sie weniger als drei Jahre später die Compliance-Leitung übernahm. 2014 wurde sie Chief Audit Executive und 2017 Chief Executive Officer (CEO) der Samba Financial Group, einer der größten Geschäftsbanken in Saudi-Arabien. Sie ist außerdem Vorsitzende des B20 Women in Business Action Council, einer Vereinigung mit dem Ziel, die Beteiligung saudischer Frauen am Unternehmenssektor zu erhöhen. Im Juni 2020 wurde sie außerdem zum Vorstandsmitglied des Nationalen Zentrums für Leistungsmessung ernannt. 
Das Magazin Forbes listete sie 2019 als 97. in der Liste der 100 mächtigsten Frauen der Welt auf und sie belegte 2020 den dritten Platz in der Top-10-Liste der jährlichen Power Businesswomen von Forbes im Nahen Osten.
Mit Wirkung zum 31. Januar 2021 schied sie als CEO aus und ist seitdem Senior Advisor des Gouverneurs des Public Investment Fund von Saudi-Arabien, Yasir Al-Rumayyan.